# Marvin Blanco
Marvin Francisco Blanco Bompart (* 16. Juni 1988 in Caracas) ist ein venezolanischer Leichtathlet, der im Langstrecken- und Hindernislauf an den Start geht. Aktuell ist er Inhaber des venezolanischen Landesrekordes im 10.000-Meter-Lauf und feierte mit dem Sieg bei den Südamerikaspielen 2010 seinen größten sportlichen Erfolg.

## Sportliche Laufbahn
Erste Erfahrungen bei internationalen Meisterschaften sammelte Marvin Blanco im Jahr 2005, als er bei den Jugendweltmeisterschaften in Marrakesch mit 10:26,69 min im Vorlauf über 3000 Meter ausschied. Anschließend siegte er bei den Juniorensüdamerikameisterschaften in Rosario in 15:01,94 min im 5000-Meter-Lauf und sicherte sich über 10.000 Meter in 31:16,25 min die Bronzemedaille. Im Jahr darauf kam er bei den Juniorenweltmeisterschaften in Peking mit 9:02,56 min nicht über den Vorlauf über 3000 m Hindernis hinaus und 2007 siegte er bei den Juniorensüdamerikameisterschaften in São Paulo in 3:54,71 min im 1500-Meter-Lauf sowie in 9:16,75 min auch im Hindernislauf. Anschließend siegte er auch bei den Panamerikanischen Juniorenmeisterschaften ebendort in 9:04,38 min über 3000 m Hindernis. Im Jahr darauf wurde er bei den Ibero-Amerikanischen Meisterschaften in Iquique im Hindernislauf disqualifiziert und bei den Crosslauf-Weltmeisterschaften 2009 in Amman kam er im Einzelrennen nicht ins Ziel. 2010 siegte er bei den U23-Südamerikameisterschaften im Rahmen der Südamerikaspiele in Medellín in 9:11,63 min über 3000 m Hindernis und sicherte sich in 3:49,65 min die Silbermedaille über 1500 Meter hinter dem Chilenen Iván López. Anschließend belegte er bei den Ibero-Amerikanischen Meisterschaften in San Fernando in 8:16,88 min den vierten Platz im 3000-Meter-Lauf und gelangte mit 8:41,40 min auf den fünften Platz im Hindernislauf. Daraufhin gewann er bei den Zentralamerika- und Karibikspielen (CAC) in Mayagüez in 9:03,10 min die Bronzemedaille im Hindernislauf hinter dem Puerto-Ricaner Alex Greaux und Josafat Gonzalez aus Mexiko. 
2011 gewann er bei den Südamerikameisterschaften in Buenos Aires in 8:37,02 min die Silbermedaille über 3000 m Hindernis hinter dem Brasilianer Hudson de Souza und anschließend schied er bei den Militärweltspielen in Rio de Janeiro mit 9:09,22 min im Vorlauf aus. Ende Oktober gelangte er dann bei den Panamerikanischen Spielen in Guadalajara mit 8:50,85 min auf den fünften Platz. Im Jahr darauf siegte er bei den Ibero-Amerikanischen Meisterschaften in Barquisimeto in 14:19,89 min über 5000 Meter und sicherte sich im Hindernislauf in 8:45,34 min die Silbermedaille hinter seinem Landsmann José Peña. 2013 gewann er bei den Juegos Bolivarianos in Trujillo in 3:50,95 min über 1500 Meter in 3:50,95 min die Bronzemedaille hinter dem Kolumbianer Freddy Espinosa und Iván López aus Chile und über 3000 m Hindernis musste er sich in 8:41,9 min seinem Landsmann José Peña sowie Gerald Giraldo aus Kolumbien geschlagen geben. Im Jahr darauf siegte er bei den Ibero-Amerikanischen Meisterschaften in São Paulo in 3:43,88 min über 1500 Meter sowie in 8:35,87 min im Hindernislauf. Anschließend siegt er in beiden Bewerben auch beim Panamerikanischen Sportfestival in Mexiko-Stadt in 3:47,39 min und 9:18,44 min. Im November gewann er bei den CAC-Spielen in Xalapa in 8:43,76 min die Goldmedaille im Hindernislauf und belegte in 3:48,75 min den fünften Platz über 1500 Meter. 2015 gelangte er bei den Südamerikameisterschaften in Lima mit 9:12,03 min auf den neunten Platz im Hindernislauf und anschließend wurde er bei den Panamerikanischen Spielen in Toronto disqualifiziert. Zudem gelangte er dort über 1500 Meter mit 3:54,05 min auf Rang 13. 
2017 gewann er bei den Juegos Bolivarianos in Santa Marta in 14:05,90 min die Silbermedaille über 5000 Meter hinter dem Chilenen Carlos Díaz und kam im 10.000-Meter-Lauf nicht ins Ziel. Im Jahr darauf belegte er bei den Südamerikaspielen in Cochabamba in 3:58,69 min den sechsten Platz über 1500 Meter und kam im Hindernislauf nicht ins Ziel. Anschließend gelangte er bei den Zentralamerika- und Karibikspielen in Barranquilla mit 3:58,42 min auf den siebten Platz über 1500 Meter. Bei den Halbmarathon-Weltmeisterschaften 2020 in Gdynia wurde er nach 1:05:06 h 99. und 2023 belegte er bei den CAC-Spielen in San Salvador in 14:19,67 min den fünften Platz über 5000 Meter.
2010 wurde Blanco venezolanischer Meister im 1500-Meter-Lauf sowie 2013 und 2018 über 5000 Meter.

## Persönliche Bestleistungen
- 1500 Meter: 3:40,56 min, 21. Juni 2014 in Bilbao
- 3000 Meter: 7:58,13 min, 10. August 2014 in Belém
- 5000 Meter: 13:53,45 min, 10. Mai 2014 in Los Angeles
- 10.000 Meter: 28:31,14 min, 6. Dezember 2015 in Sacramento (venezolanischer Rekord)
- Halbmarathon: 1:05:06 h, 17. Oktober 2020 in Gdynia
- 3000 m Hindernis: 8:21,78 min, 12. Juni 2014 in Huelva